# Iglesia de San Francisco (Malta)
La Iglesia de San Francisco es un templo católico en Victoria, Gozo, Malta, situado en la plaza San Francisco. Junto a la iglesia se encuentra el convento de los franciscanos conventuales.

## Historia
La fundación original del convento e iglesia de San Francisco se remonta a 1492. Inicialmente el templo estaba dedicado a San Marcos Evangelista, cambiándose su nombre en 1535 al de San Francisco. El edificio actual fue construido principalmente en el siglo XVII, finalizándose en 1663. En 1742 el Gran Maestro António Manoel de Vilhena visitó el convento e iglesia y permaneció allí del 5 al 9 de junio para tomar posesión de la isla; su estancia está conmemorada mediante una inscripción en uno de los aposentos.
En diciembre de 1890 la iglesia fue clausurada por las autoridades por razones de seguridad debido al deterioro de la bóveda. La renovación incluyó la reconstrucción de la bóveda y la fachada, y el templo reabrió al culto el 16 de abril de 1893. Fue consagrada por el obispo de Gozo, Giovanni Maria Camilleri, en 1906.
La iglesia está inscrita en el Inventario Nacional de Bienes Culturales de Malta.

## Obras de arte
El retablo principal representa a San Francisco de Asís recibiendo los estigmas y fue pintado por Jean‑Baptiste van Loo. Además, conserva una estatua de San Isidro Labrador de 1680. Originalmente dorada, fue repintada para pasar desapercibida durante la ocupación francesa.

## Fiesta de la Inmaculada Concepción
Cada 8 de diciembre se celebra la fiesta de la Inmaculada Concepción de María, tradición que se remonta a 1663 con la fundación de una cofradía con este nombre. En 1698 se introdujo una estatua procesional de la Virgen de la Inmaculada.